# Посохін Микола Григорович
Посохін Микола Григорович — (26 грудня 1915 — 15 квітня 1993) — радянський офіцер-артилерист, Герой Радянського Союзу (1943), учасник німецько-радянської війни.

## Біографічні відомості
Посохін Микола Григорович народився 26 грудня 1915 року на хуторі Шишкін (зараз Іловлінського р-ну Волгоградської області). Закінчив зооветеринарний технікум. У радянській армії з 1936 року. 
У 1939 році закінчив артилерійське училище. Учасник війни з червня 1941 року як командир дивізіону 1-ї гвардійської гарматної артилерійської бригади (1-ша гвардійська дивізія прориву 60-ї армії Центрального фронту).
26 вересня 1943 гвардії капітан Посохін успішно форсував Дніпро в районі с. Староглібів (Козелецький район, Чернігівська область), захопив плацдарм на правому березі річки, забезпечив переправу стрілецьких підрозділів. В боях на плацдармі дивізіон подавив 14 артбатарей противника, знищив 16 танків. Звання Героя Радянського Союзу Указом Президії Верховної Ради СРСР присвоєно 17 жовтня 1943 року.
З 1947 року полковник Посохін – у запасі. Жив у місті Волгоград. Помер 15 квітня 1993 р.

## Вшанування пам'яті
У Волгограді в домі де жив Герой, була встановлена присвячена йому меморіальна дошка.